# Xenia Smits
Xeina Smits (født 22. April 1994 i Belgien) er en tysk-belgisk håndboldspiller, som spiller for HB Ludwigsburg og Tysklands kvindehåndboldlandshold.
Hun debuterede på seniorniveau for Bundesligaklubben HSG Blomberg-Lippe som 16 årig, hvor hun spillede i 5 år indtil 2015. I denne periode fik hun tysk statsborgerskab, og kunne derfor spille for det tyske landshold.